# Ruprechtia crenata
Ruprechtia crenata är en slideväxtart som först beskrevs av Giovanni Casaretto, och fick sitt nu gällande namn av Richard Alden Howard. Ruprechtia crenata ingår i släktet Ruprechtia och familjen slideväxter. Inga underarter finns listade i Catalogue of Life.